# Oulu
Oulu (/ˈou̯lu/ , en suédois : Uleåborg /ˈʉːlɛoːˌbɔrj/ ) est une ville de Finlande située sur la côte nord-est du golfe de Botnie, en Ostrobotnie du Nord, dont elle est la capitale. Avec une population de 216 152 habitants en 2024, Oulu est au cœur de la quatrième agglomération de Finlande. C'est le centre administratif, culturel et commercial de la Finlande du nord et du centre.

## Géographie
Située environ 150 kilomètres au sud du cercle polaire arctique, Oulu est soumise à de grandes variations de la durée du jour au cours de l'année, et connaît des variations de température de −30 à 30 °C.
Oulu se trouve à 540 kilomètres au nord de Helsinki.
Oulu est bordée par les communes de Muhos, Tyrnävä, Kempele et Oulunsalo.

## Histoire

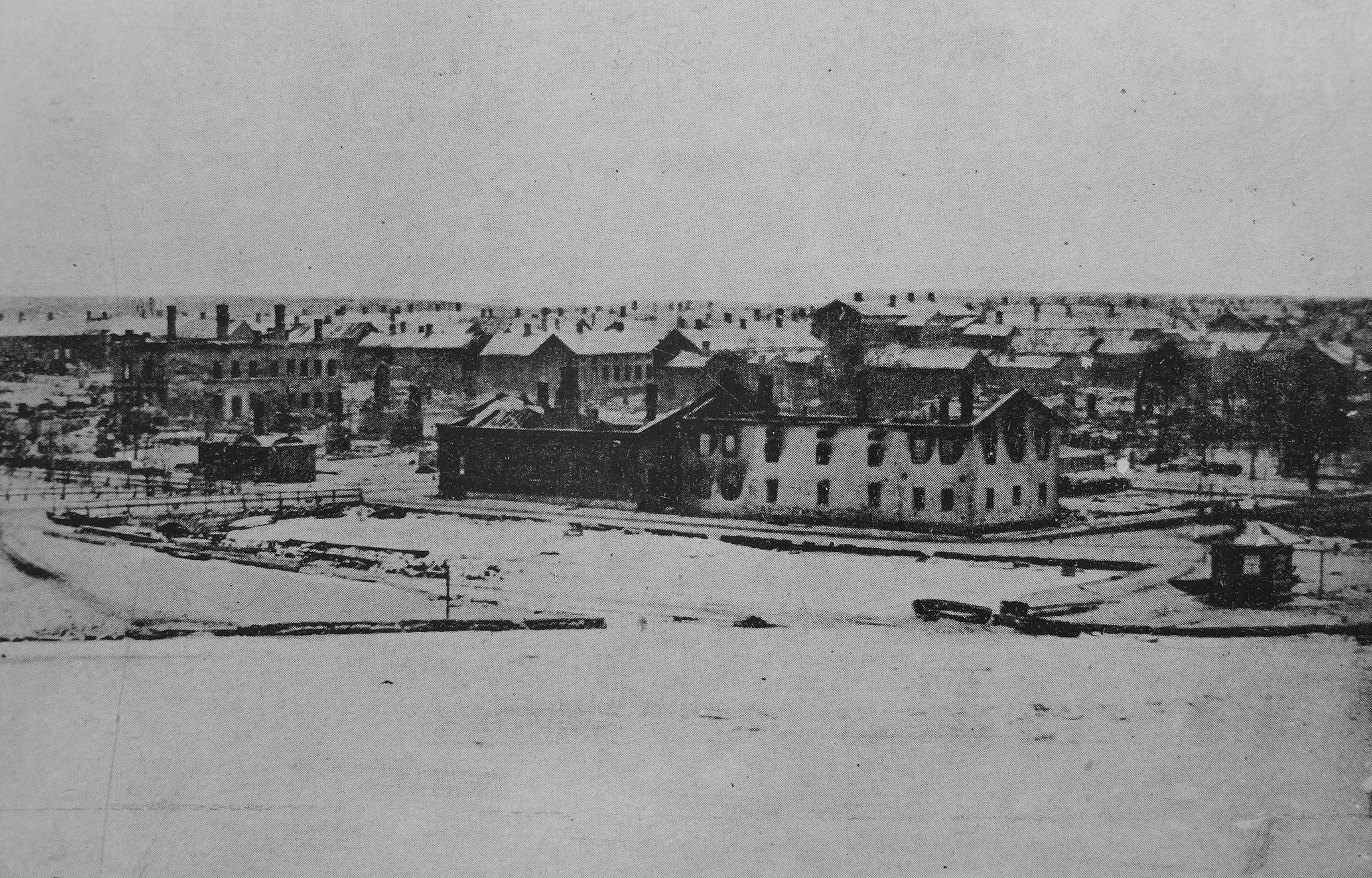
Oulu après le grand incendie de 1822

Ouléoborg a été fondée en 1605 par Charles IX de Suède à l'embouchure du fleuve Oulé. Cette position très favorable explique son développement précoce en tant que port d'exportation du goudron de pin de la Cajanie par les « tervaporvarits ».
Elle est la capitale de l'Ostrobotnie du Nord depuis 1776, époque à laquelle elle devient la deuxième ville la plus peuplée de Finlande après Aboen, comptant alors près de 3 000 habitants. La ville est dévastée par le grand incendie de 1822, puis reconstruite en style néoclassique par Carl Ludwig Engel. Elle prend officiellement son nom finnois d'Oulu après l'indépendance de la Finlande, en 1919.
Depuis la réforme administrative de 1997, elle est à la fois capitale provinciale de la province d'Oulu et régionale de l'Ostrobotnie du Nord. La municipalité de Ylikiiminki a fusionné avec la ville d'Oulu le 1er janvier 2009. De même les municipalités de Haukipudas, Kiiminki, Oulunsalo et Yl-Ii ont fusionné avec la ville d'Oulu le 1er janvier 2013.
Début 2025, Oulu est sélectionnée pour devenir la capitale européenne de la culture pour l'année 2026, sur le thème du « changement climatique culturel ». De nombreuses animations culturelles sont prévues.

## Administration

### Conseil municipal
Le conseil municipal qui prend les grandes décisions pour la ville est formé de 67 élus.
| Élection | Sièges    | Sièges | Sièges | Sièges | Sièges     | Sièges | Sièges | Sièges | Sièges | Sièges | votants |
| Élection | SKDL Vas. | Kok.   | SDP    | Kesk.  | Ed. KP LKP | SKL KD | SMP PS | Vihr.  | Autres | Total  | votants |
| 1945 |           | 11     | 21     |        | 9          |        |        |        |        | 41     |         |
| 1946 | 14        | 10     | 9      |        | 8          |        |        |        |        | 41     |         |
| 1947 | 13        | 10     | 8      |        | 10         |        |        |        |        | 41     |         |
| 1950 | 15        | 8      | 7      |        | 11         |        |        |        |        | 41     |         |
| 1953 | 16        | 7      | 8      |        | 10         |        |        |        |        | 41     |         |
| 1956 | 14        | 8      | 8      |        | 11         |        |        |        |        | 41     |         |
| 1960 | 17        | 9      | 8      |        | 10         |        |        |        | 3b     | 47     |         |
| 1964 | 18        | 7      | 11     | 3      | 8          |        |        |        |        | 47     |         |
| 1968 | 14        | 9      | 9      | 5      | 6          |        | 4      |        |        | 47     |         |
| 1972 | 14        | 9      | 11     | 5      | 6          |        | 2      |        |        | 47     |         |
| 1976 | 17        | 14     | 12     | 9      | 5          | 1      | 1      |        |        | 59     | 75,8 %  |
| 1980 | 16        | 15     | 13     | 8      | 4          | 1      | 2      |        |        | 59     | 77,9 %  |
| 1984 | 13        | 14     | 13     | 11     |            | 1      | 3      | 4      | --     | 59     | 70,6 %  |
| 1988 | 11        | 12     | 12     | 10     | 3          | 2      | 1      | 5      | 3c     | 59     | 64,2 %  |
| 1992 | 12        | 11     | 14     | 10     | 3          | 1      | --     | 8      | --     | 59     | 67,5 %  |
| 1996 | 10        | 12     | 12     | 13     | 2          | 2      | --     | 7      | 1d     | 59     | 53,8 %  |
| 2000 | 10        | 11     | 11     | 14     |            | 3      | --     | 7      | 3e     | 59     | 47,7 %  |
| 2004 | 12        | 15     | 12     | 16     |            | 2      | --     | 10     | --     | 67     | 51,9 %  |
| 2008 | 11        | 16     | 10     | 14     |            | 2      | 3      | 11     | --     | 67     | 56,5 %  |
| 2012 | 10        | 13     | 9      | 19     |            | 1      | 8      | 7      | --     | 67     | 53,7 %  |
| 2017 | 11        | 13     | 8      | 17     |            | 1      | 6      | 10     | 1f     | 67     | 56,0 %  |
| b Työväen ja Pienviljelijäin Sosialidemokraattinen Liitto (3) c Demokraattinen yhteislista (2), Ruotsalainen kansanpuolue (1) d Nuorsuomalaiset e Oulun Sitoutumattomat f Aito suomalainen yhteislista |           |        |        |        |            |        |        |        |        |        |         |
| Sources : Tilastokeskus,, Oikeusministeriö |           |        |        |        |            |        |        |        |        |        |         |

### Subdivisions administratives
La ville d'Oulu est formée de districts et de quartiers. Au 1er janvier 2013, la liste des districts et de leur numéro est la suivante,, :
- 1. Keskusta
- 2. Höyhtyä
- 3. Oulunsuu
- 5. Nuottasaari
- 6. Kaakkuri
- 7. Maikkula
- 8. Tuira
- 9. Puolivälinkangas
- 10. Koskela
- 11. Pateniemi
- 12. Kaijonharju
- 13. Myllyoja
- 14. Sanginsuu
- 15. Korvensuora
- 16. Ylikiiminki
- 17. Hiukkavaara
- 20. Haukipudas
- 21. Kello
- 30. Kiiminki
- 31. Jääli
- 40. Oulunsalo
- 50. Yli-Ii

## Démographie
Au 31 décembre 2018, Oulu compte 203 623 habitants, dont 49,8 % d'hommes et 50,2 % de femmes.
Depuis 1980, la démographie d'Oulu a évolué comme suit,, :
| Année      | 1980    | 1985    | 1990    | 1995    | 2000    | 2005    |
| ---------- | ------- | ------- | ------- | ------- | ------- | ------- |
| population | 121 809 | 128 869 | 136 029 | 146 395 | 160 851 | 173 436 |

| Année      | 2010    | 2015    | 2020    |
| ---------- | ------- | ------- | ------- |
| population | 185 419 | 196 530 | 205 750 |

## Éducation
Les écoles secondaires professionnelles de la zone urbaine ont fusionné pour former l'association de formation professionnelle de la région d’Oulu. L'enseignement supérieur professionnel a été combiné avec celui de l'Université des sciences appliquées d'Oulu.
La ville est connue comme ville étudiante. En 2015-2016, le nombre d'étudiants des différents établissements d'enseignement était le suivant :
- au niveau primaire, 20 000 élèves (26 écoles primaires, 20 écoles primaires et secondaires, trois écoles secondaires supérieures) ;
- 4 000 étudiants dans les lycées (10 lycées) ;

- 6 800 étudiants en lycée professionnel ;
- Université des sciences appliquées, 8 400 étudiants ;
- Université d'Oulu, 14 900 étudiants.

## Économie

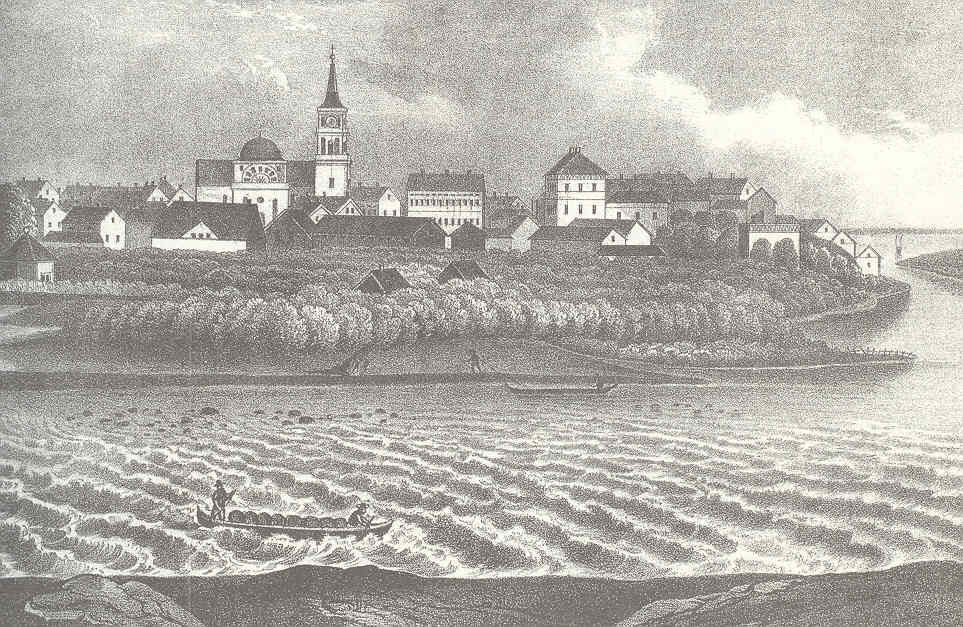
Oulu au XIXe siècle

### Emploi
Oulu possède une université, l'Oulun Yliopisto (université d'Oulu) située dans le quartier de Linnanmaa. Celle-ci, fondée en 1958, emploie 3 100 personnes et accueille plus de 15 800 étudiants. Elle a surtout permis le développement de nombreuses entreprises de haute technologie qui ont créé les conditions d'une croissance économique durable dans la région. Dans une moitié nord de la Finlande globalement vidée de ses habitants par l'exode rural, Oulu fait figure d'exception notable.

### Principaux employeurs

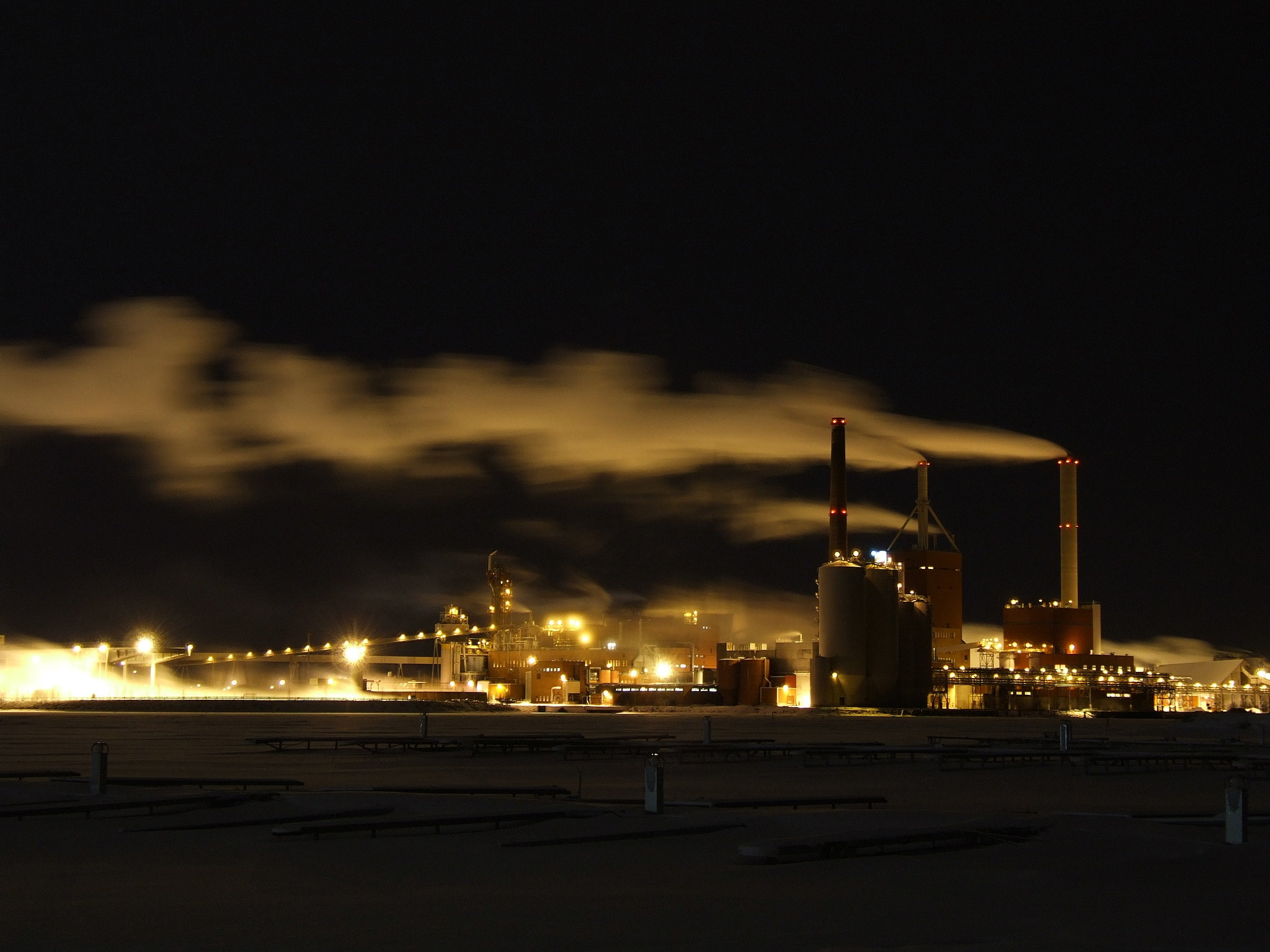
L'usine de papier Stora Enso à Oulu.

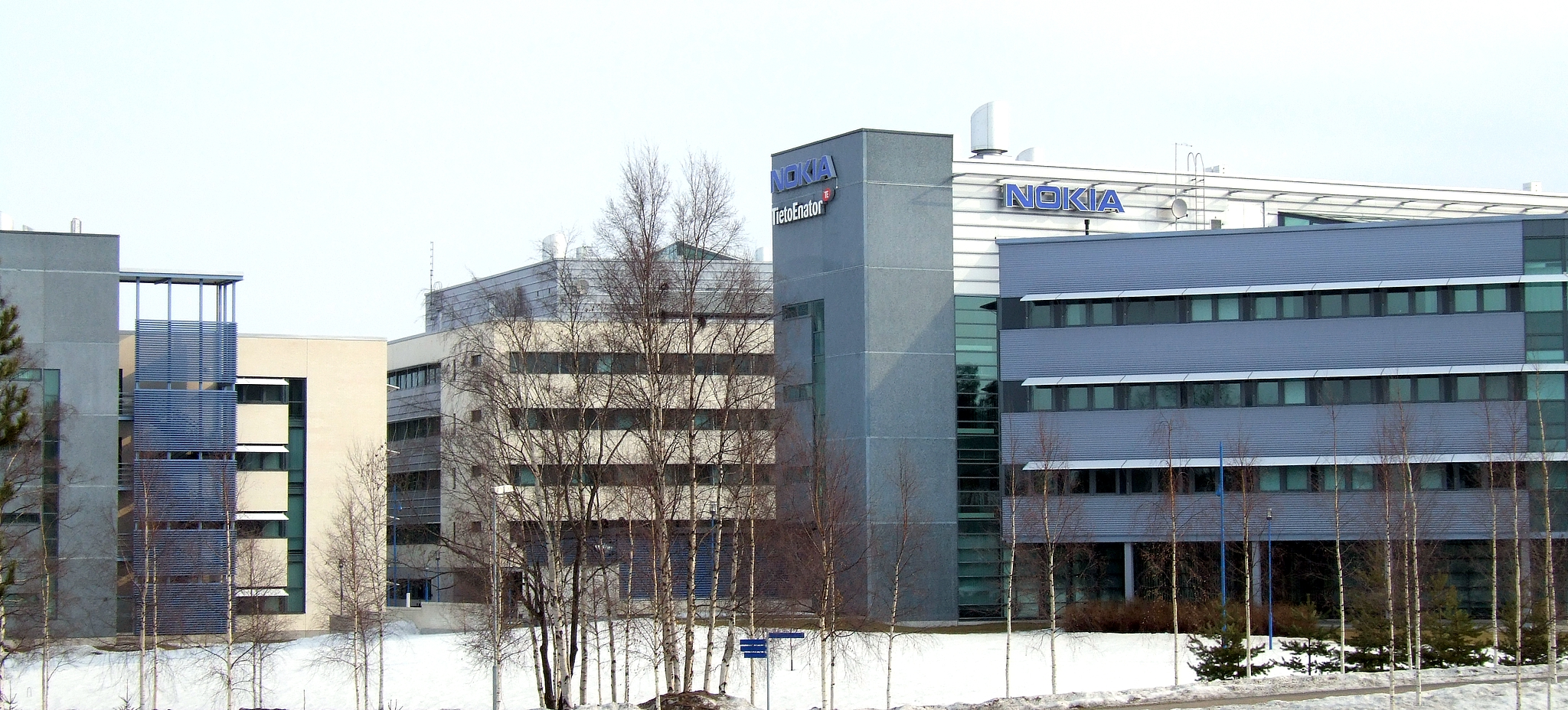
L'immeuble Nokia à Oulu.

En 2011, les principaux employeurs étaient :
| Employeur                                                     | Personnel |
| ------------------------------------------------------------- | --------- |
| Ville d'Oulu                                                  | 9 709     |
| Hôpital universitaire d'Oulu                                  | 6 144     |
| Université d'Oulu                                             | 3 045     |
| Nokia Siemens Networks                                        | 2 100     |
| Nokia Group                                                   | 2 000     |
| Direction de la formation professionnelle de la région d'Oulu | 1 955     |
| Kesko                                                         | 1 426     |
| Osuuskauppa Arina                                             | 1 107     |
| Stora Enso                                                    | 830       |
| Itella                                                        | 780       |
| ISS Palvelut Oy                                               | 730       |
| ODL Group                                                     | 653       |

## Monuments et lieux
| Carte de lieux et monuments d'Oulu                                              |
| Carte interactive de lieux et monuments d'Oulu (cliquer pour voir les détails). |

### Bâtiments

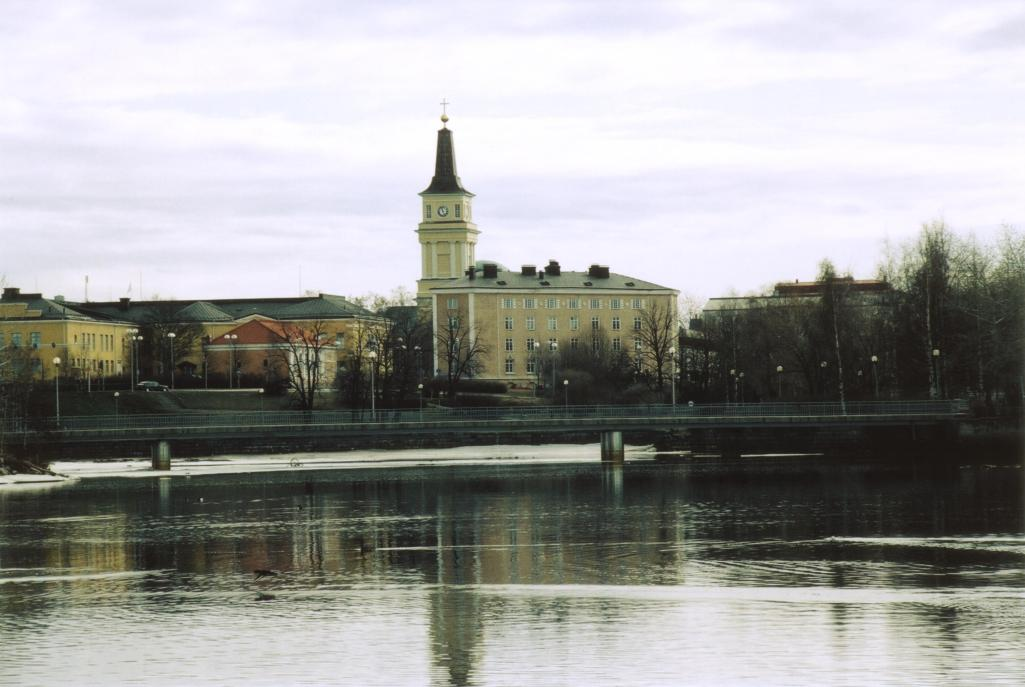
Oulu en avril 2004

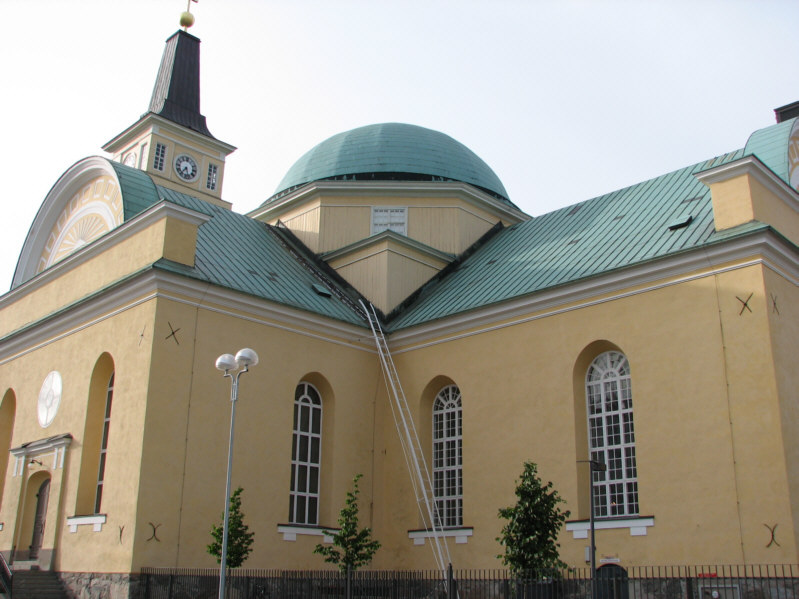
La Cathédrale d'Oulu.

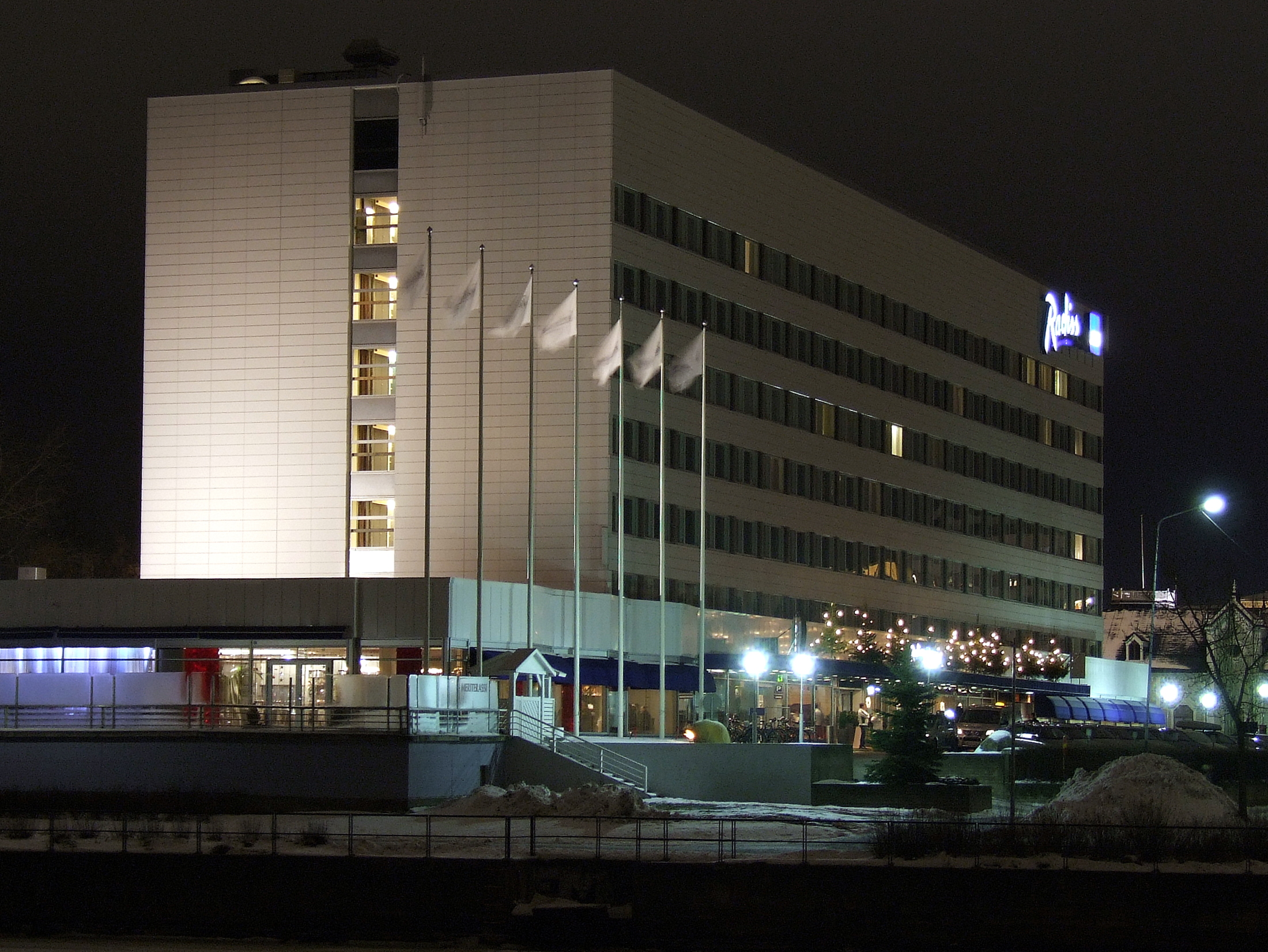
Hôtel Radisson SAS d'Oulu.

- Sculpture de Frans Michael Franzén
- Bibliothèque municipale d'Oulu
- Tietomaa
- Hôtel de ville d'Oulu.
- Musée d'art d'Oulu
- Théâtre municipal d'Oulu[17]
- Orchestre symphonique d'Oulu[18]
- Cathédrale d'Oulu
- Musée de l'ostrobothnie du nord
- Lycée d'Oulu
- Église d'Ylikiiminki
- Gare d'Oulu
- Ouluhalli
- Centre Kierikki
- Maison Franzén
- Château d'eau de Puolivälinkangas
- Musée du marin (fi)
- Usine de cellulose de Toppila (fi)
- Centrale hydroélectrique de Merikoski
- Église Saint-Thomas
- Église de la sainte famille de Nazareth
- Église d'Oulujoki
- Chapelle Saint-Luc

### Lieux

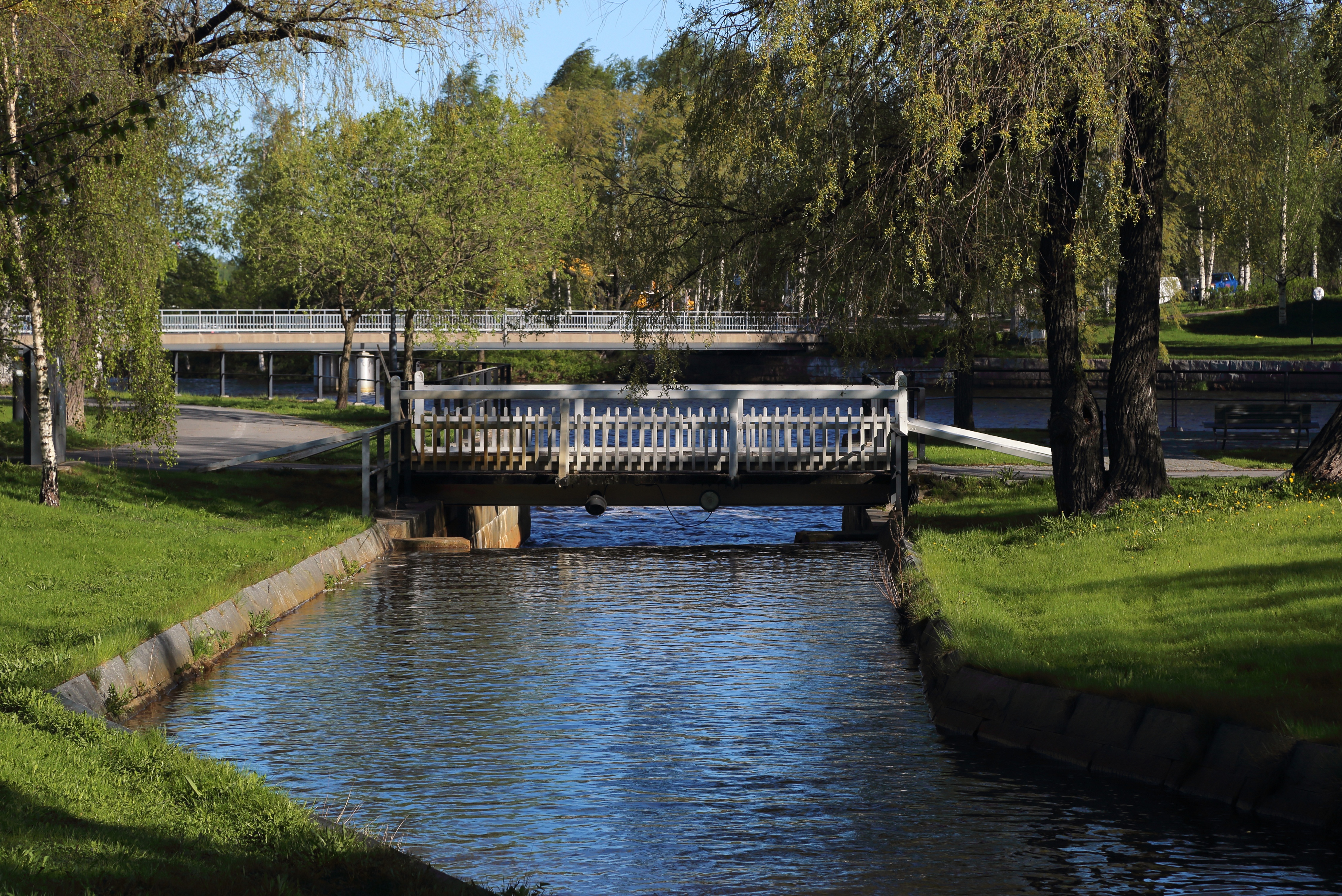
Parc de Pokkinen.

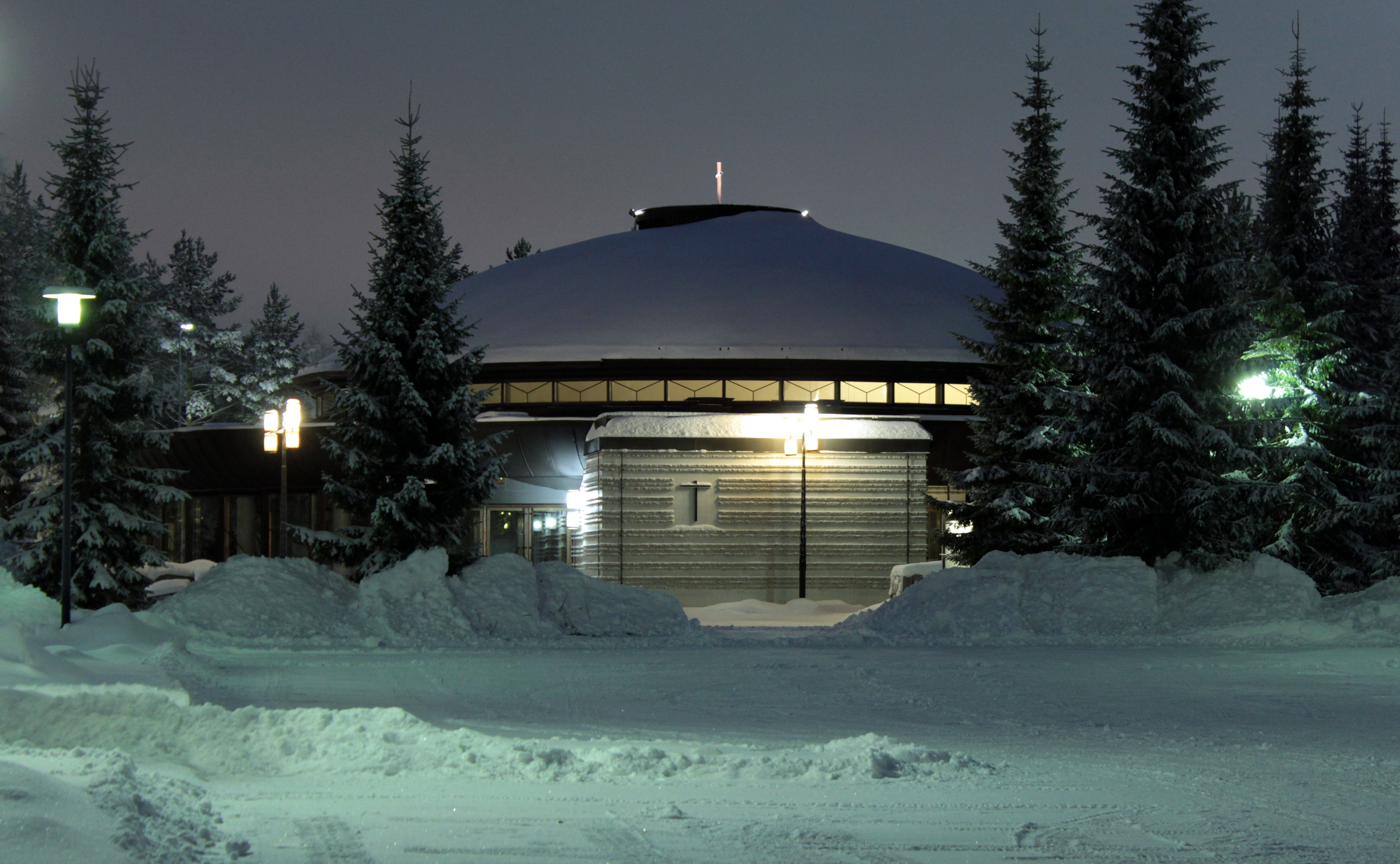
Chapelle Saint-Luc.

- Place du marché d'Oulu.
- Parc des îles Hupisaaret
- Jardin botanique de l'université d'Oulu,
- Rotuaari
- Kirkkokatu
- Place centrale d'Oulu
- Toripolliisi
- Parc Franzén
- Parc de Pokkinen
- Parc Madetoja
- Parc Otto Karhi
- Cimetière d'Oulu

| Carte de lieux et monuments d'Oulu                                              |
| Carte interactive de lieux et monuments d'Oulu (cliquer pour voir les détails). |

## Transports

### Le vélo
Avec 875 km de pistes cyclables et une part de 22% dans les trajets quotidiens, Oulu est décrite comme la capitale mondiale du cyclisme d'hiver.
La tradition du vélo remonte à plus d'un siècle. Les premières pistes cyclables voient le jour dans les années 60 et un plan d'urbanisme de 1972 prévoit le déploiement d'un réseau séparé pour les déplacements actifs. L'hyper centre est piétonnisé dès 1986, après des débats entamés en 1967. Une des particularités urbanistique est le creusement de 300 petits tunnels de béton sous la chaussée pour éviter aux cyclistes de croiser les voitures et ainsi protéger les usagers, tout en fluidifiant les déplacements.

### Transport aérien
L'aéroport d'Oulu est le deuxième de Finlande par le trafic tant fret que passagers avec 982 723 passagers en 2015. La ligne Helsinki-Oulu, desservie par Finnair et Blue1, est la plus importante ligne intérieure du pays.

### Transport ferroviaire
En train, la compagnie nationale finlandaise (VR) dessert Helsinki en moins de six heures.
La gare d'Oulu est à l'intersection de trois voies ferrées qui offrent plusieurs liaisons quotidiennes de passagers avec Helsinki, Kuopio, Kolari et Rovaniemi. Le transport de marchandises est actif.

### Transport maritime
Le port d'Oulu accueille annuellement plus de 500 navires, et environ 3 millions de tonnes de fret y transitent chaque année.

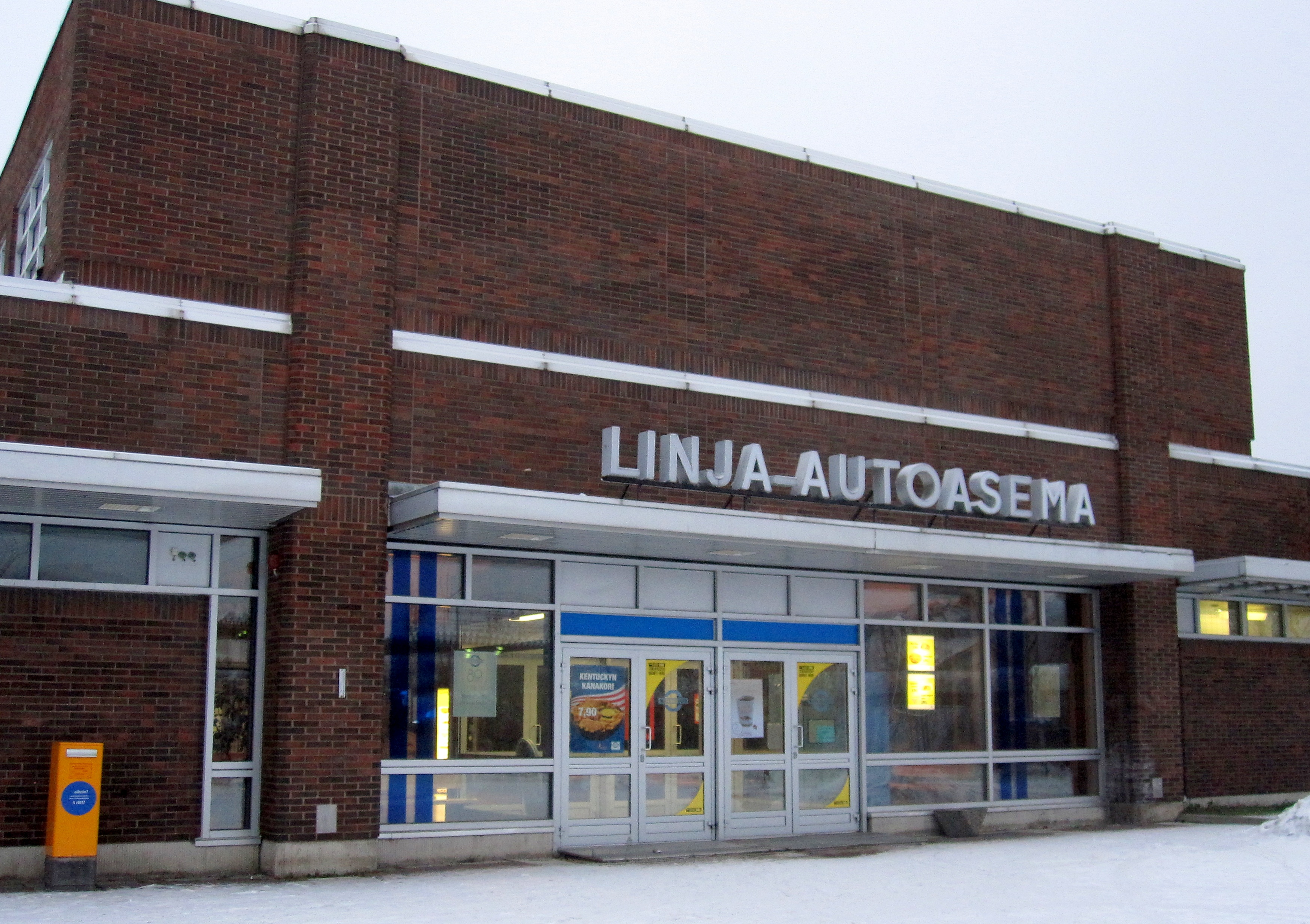
La gare routière d'Oulu.

### Transport routier
Oulu est un important nœud de transport routier, en témoigne sa gare routière.
Oulu est traversé par la nationale 4 qui va d'Helsinki à Utsjoki et qui est une partie des routes européennes E75 et E8. La route nationale 20 qui mène à Kuusamo et la route nationale 22 qui conduit à Kajaani commencent à Oulu.
La route nationale 8 qui mène à Turku bifurque de la nationale 4 à Liminka.

### Distances par la route
- 611 km d'Helsinki
- 182 km de Kajaani
- 222 km de Rovaniemi
- 289 km de Kuopio
- 491 km de Tampere
- 550 km d'Inari village
- 635 km de Turku

## Culture

### Lieux culturels
- Musée d'art d'Oulu
- Théâtre municipal d'Oulu
- Musée de l'ostrobothnie du nord
- Centre Kierikki
- Musée de la maison du marin (fi)
- Musée de l'automobile (fi)
- Musée de la scierie de Pateniemi (fi)
- Turkansaari (fi)

### Événements
| - Marches arctiques - Festival des métaux précieux - Korttelihaipakka - Matala Ocean Race - OuDance - Oulun juhlaviikot - Festival international du film pour enfants et jeunes d'Oulu - Festival de théâtre pour enfants et jeunes d'Oulu - Festival de musique d'Oulu - Festivals de vidéoclips d'Oulu | - Championnats du monde d'air guitar - Oulun päivät - Oulunsalo Soi - Festival de la bande dessinée d'Oulu - Oulun Tervahiihto et Tervasoutu - Qstock - Rotuaari Piknik - Festival irlandais d'Oulu - Time Tunnel - Vectorama - Valoa Oulu! festival de lumière |

## Sport
Oulu est enneigée près de cinq mois par an. Pendant tout ce temps, le ski de fond est un des sports qui se pratique le plus. On peut y faire du ski partout, mais le ski est principalement pratiqué sur des pistes balisées, éclairées et entretenues. L'accès aux pistes est gratuit. Le ski peut être pratiqué en dehors des pistes par exemple sur les lacs comme les lacs Kuivasjärvi et Pyykösjärvi au nord de la ville et les lacs Niilesjärvi et Valkiaisjärvi, plus sauvages, situés à l'Est de l'agglomération. À Oulu est organisé en mars de chaque année la plus ancienne course de longue distance de ski de fond du monde, la course du goudron (en finnois : Tervahiihto). Cet évènement rassemble chaque année près de 2 000 participants, du simple skieur du dimanche au sportif de haut niveau.
Le hockey sur glace est aussi un sport très apprécié, d’autant plus que l’équipe d’Oulu, le Kärpät Oulu, est souvent très bien classée dans le championnat national (champions 1981, 2004, 2005, 2007, 2008 et 2014). Il y a aussi le Kiekko-Laser qui évolue en deuxième division.
Oulu offre de nombreux gymnases où l’on peut pratiquer toutes sortes de sports et en particulier le salibandy, une sorte de hockey sans patins.
Deux clubs de rugby coexistent à Oulu : le Oulu Rugby Club (anciennement Oulun Yliopîston Urheiluseuran soit OYUS), évoluant en première division (2e division après le Championnat de Finlande - Suomen Mestari-sarja) ainsi que les Wizards d'Oulu, sans équipe en compétition régulière à ce jour. Le meilleur résultat d'Oulu en championnat de rugby à XV est l'obtention d'une troisième place au championnat de Finlande en 2003 par l'OYUS et une victoire au championnat de rugby à 7 en 2024 par les Wizards.
Pour la natation, Oulu possède plusieurs piscines, et les courageux peuvent tenter de nager dans le fleuve Oulujoki à Tuira où, pendant l’hiver, des trous sont aménagés dans la glace.
Oulu possède un hippodrome où sont organisées des courses de trotteurs à sang-chaud et des courses de trotteurs à sang-froid.

## Jumelages
La ville d'Oulu est jumelée ou partenaires de:
| Ville | Ville             | Pays | Pays       | Période              |
| ----- | ----------------- | ---- | ---------- | -------------------- |
|       | Alta              |      | Norvège    | depuis 1948          |
|       | Arkhangelsk,      |      | Russie     | 1993 - 1er mars 2022 |
|       | Astana            |      | Kazakhstan | depuis 2013          |
|       | Boden             |      | Suède      |                      |
|       | Bursa             |      | Turquie    | depuis 1978          |
|       | Halle-sur-Saale   |      | Allemagne  | depuis 1968          |
|       | Hangzhou          |      | Chine      | depuis 2010          |
|       | Kronstadt,        |      | Russie     | 1991 - 1er mars 2022 |
|       | Leverkusen        |      | Allemagne  | depuis 1968          |
|       | Matagalpa,        |      | Nicaragua  | depuis 1986          |
|       | Matera            |      | Italie     | depuis 2010          |
|       | Odessa,           |      | Ukraine    | depuis 1957          |
|       | Siófok            |      | Hongrie    | depuis 1978          |
|       | Szigetszentmiklós |      | Hongrie    | depuis 1992          |

## Natifs célèbres
- François-Michel Franzen (1772-1827), poète
- Ida Basilier-Magelssen (1846–1928), cantatrice (soprano)
- Emmy Achté (1850-), chanteuse lyrique (mezzo-soprano)
- Yrjö Kallinen (1886-1976), homme politique
- Aarno Maliniemi (1892-1972), historien de l'Église
- Heikki A. Alikoski (1912-1997), astronome, découvreur d'astéroïdes, dont celui nommé en l'honneur de sa ville natale, (1512) Oulu
- Heidi Hautala (1955-), présidente du parti écologiste de Finlande
- Ville Lenkkeri (1972-), photographe
- Ville Laihiala (1973-), chanteur de métal
- Matti Hautamäki (1981-), sauteur à skis
- Susanna Pöykiö (1982-), patineuse artistique
- Joni Pitkänen (1983-), joueur de hockey professionnel
- Antti Niemi (1983-), hockeyeur
- Saara Aalto (1987-), chanteuse finlandaise

### Groupes de musiques fondés à Oulu
- Catamenia (1995-), groupe de black metal
- Sentenced (1989-2005), groupe de gothic metal
- Kalmah (1991-), groupe de death thrash metal mélodique
- Onségen Ensemble (2004-), groupe de space rock
- Blind Channel (2013-), groupe de pop violente

### Chanteur
- Sabina (1997-), chanteuse et musicienne[réf. nécessaire]

## Galerie

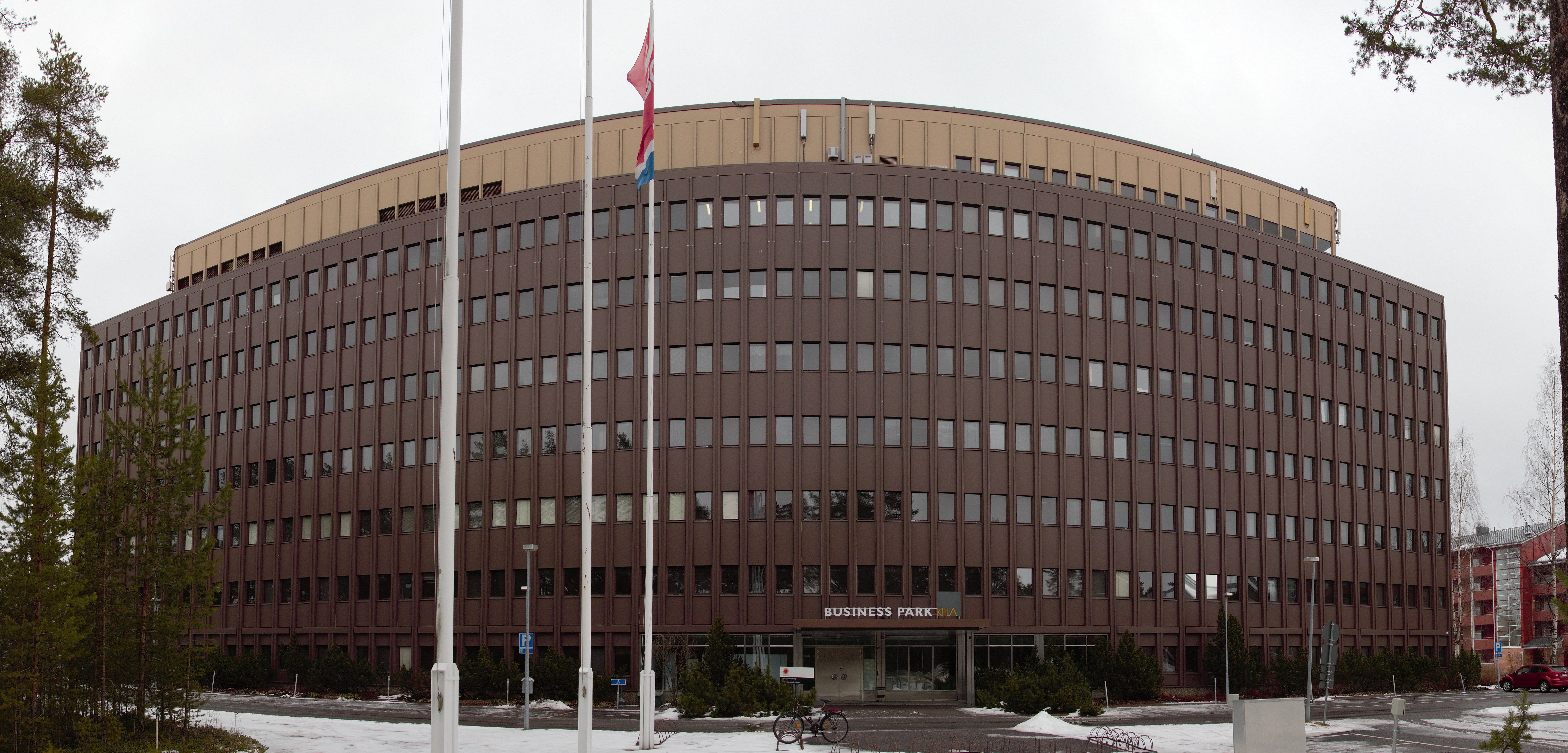
Immeuble de bureaux dans le quartier de Hiironen.
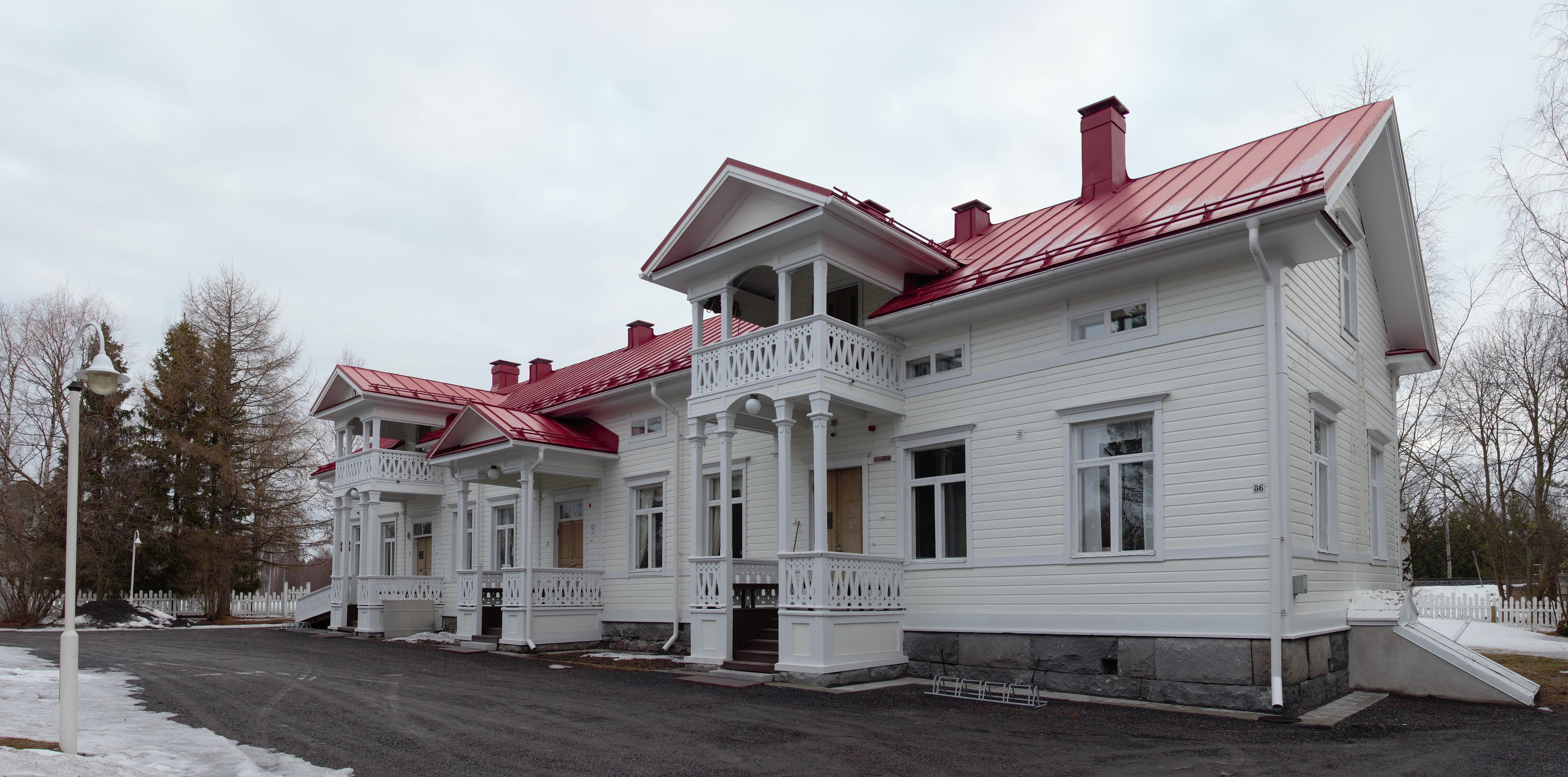
Ancien manoir de Koskela.
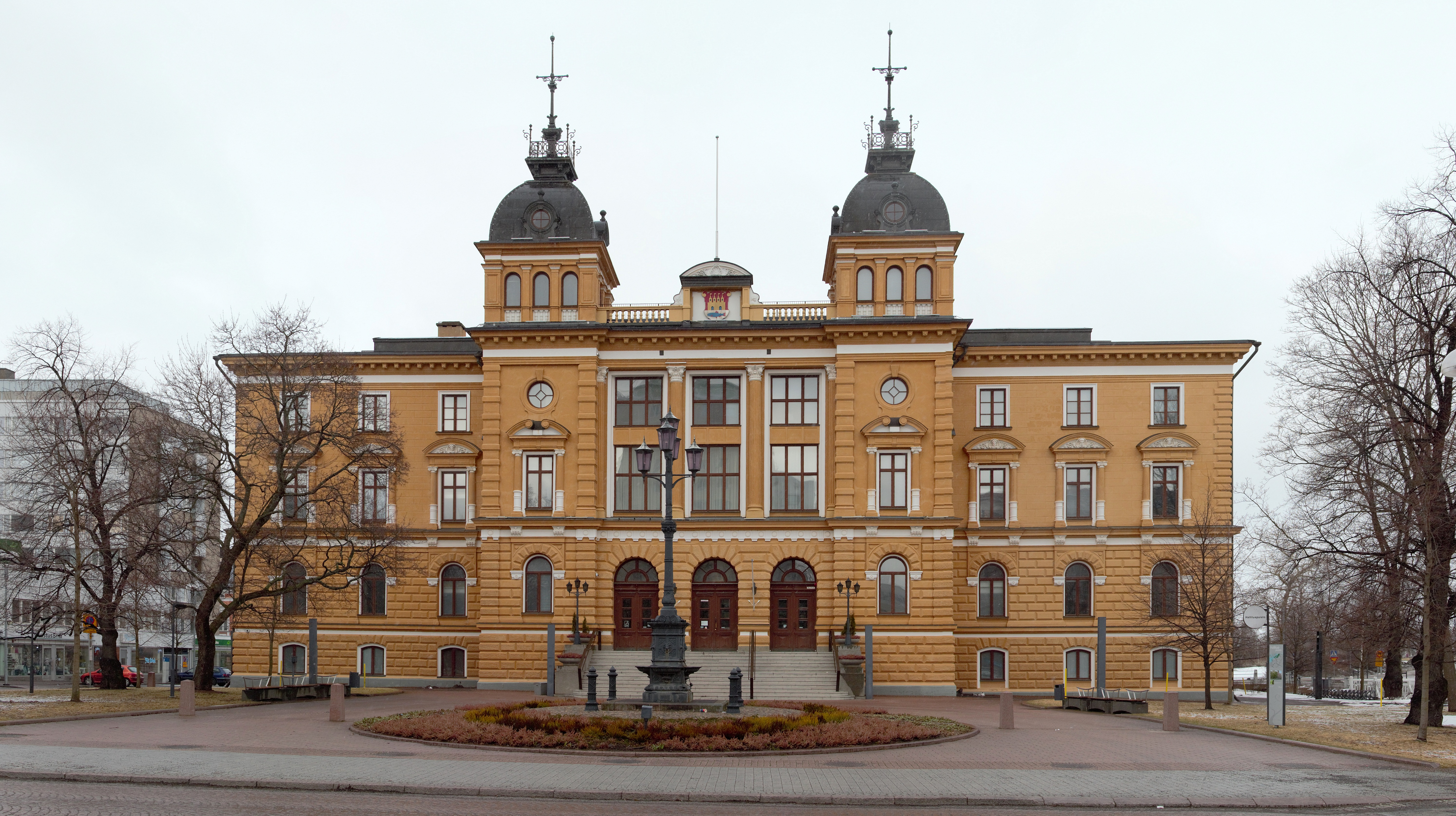
L'hôtel de ville d'Oulu.
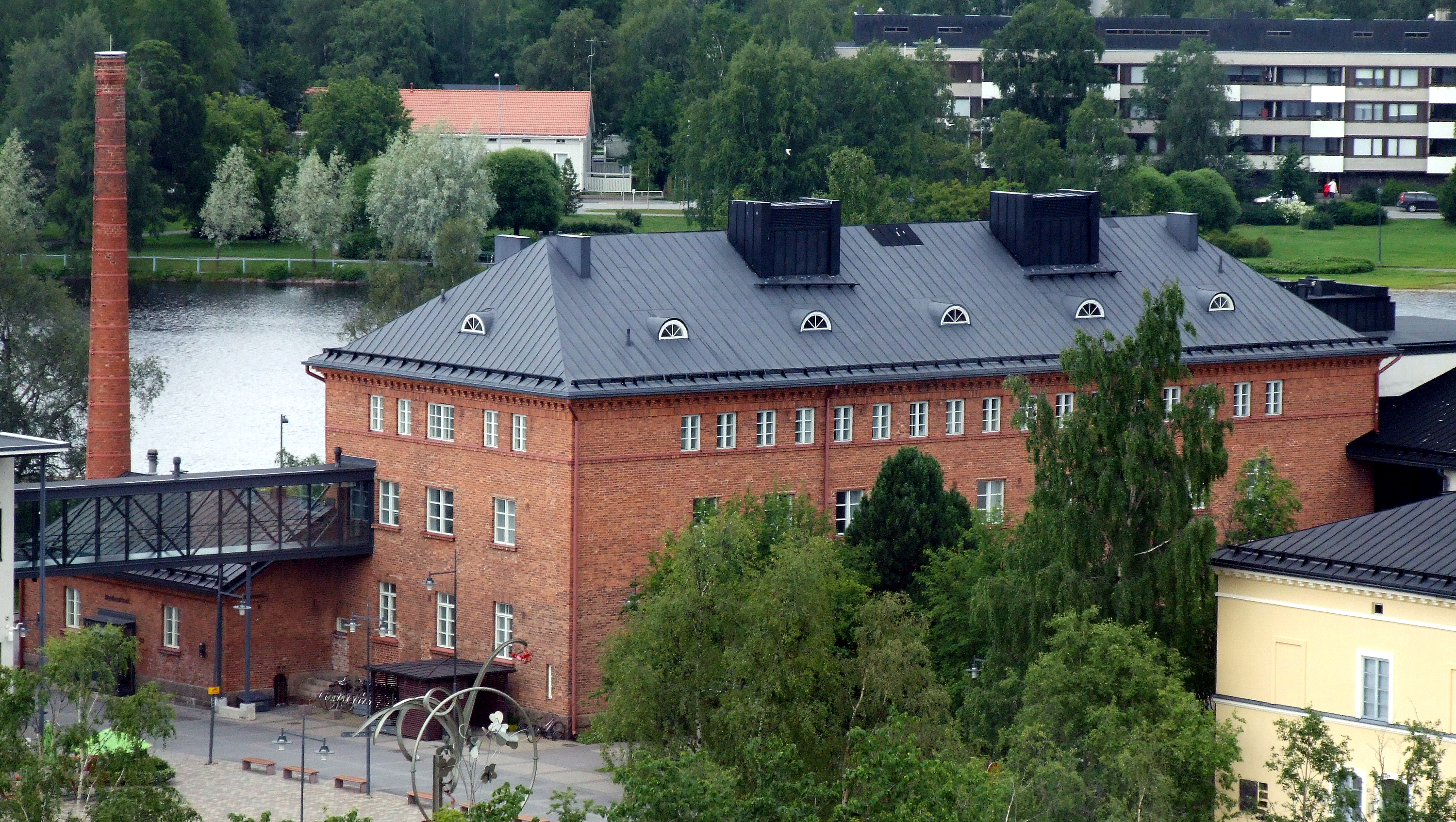
Ancien hôpital sur Lasaretinsaari.
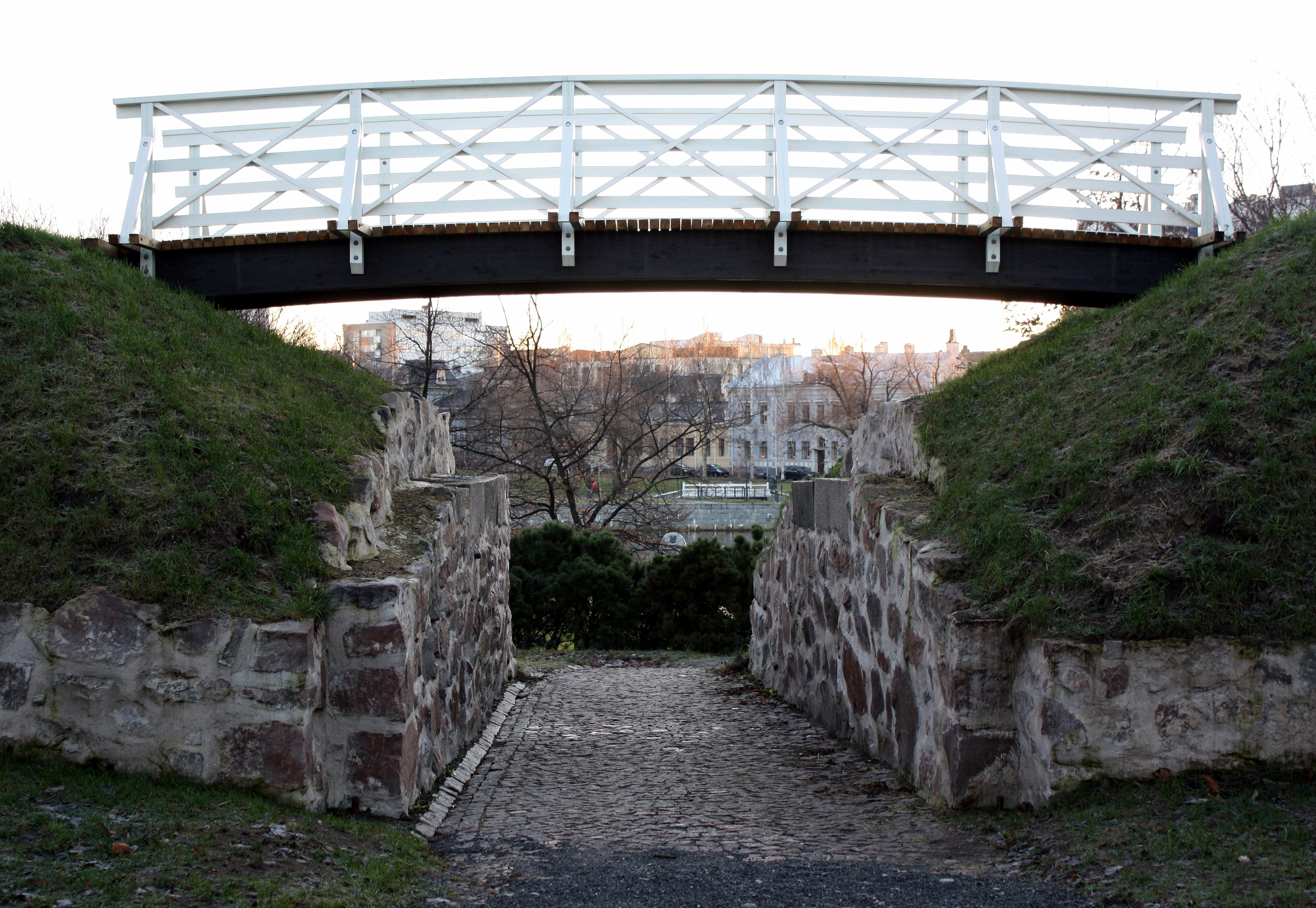
Ruines du château.
Ancienne caserne des tireurs d'élite abritant l'école professionnelle de Luovi.
École de Heinatori.